# Meus pensamentos estão silenciosos
Meus pensamentos estão silenciosos (em ucraniano:  «Мої думки тихі» Moi dumky tykhi) é um filme de comédia-drama ucraniano do director Antonio Lukich. O filme foi exibido pela primeira vez a 4 de julho de 2019, durante a secção Leste do Oeste (Karlovy Vary) do 54º Festival Internacional de Cinema de Karlovy Vary, onde ganhou o Prémio Especial do Júri.

## Produção
Em junho de 2017, o filme foi um dos vencedores do 10º Concurso Derzhkino. O filme recebeu financiamento estatal de 8,9 milhões de UAH de uma estimativa total de 9,2 milhões de UAH. As filmagens começaram na Ucrânia em março de 2018 e aconteceram em Kiev, nas montanhas dos Cárpatos e no Oblast de Zakarpattia.

## Lançamento
O filme foi exibido pela primeira vez em 4 de julho de 2019 na secção Leste do Oeste do 54º Karlovy Vary International Film Festival. Lá, o filme "Meus pensamentos estão silenciosos" recebeu um prémio especial do júri. Na Ucrânia, a estreia do filme aconteceu durante o Odesa International Film Festival, onde o trabalho de Antonio Lukich recebeu o Prémio do Público, o Prémio FIPRESCI de Melhor Filme Ucraniano e o Prémio de Melhor Actor (Irma VItovska-Vantsa).
O aluguer do filme na Ucrânia ocorreu em 16 de janeiro de 2020. A distribuidora fez um relançamento em 5 de março de 2020 na Ucrânia por ocasião do Dia Internacional da Mulher.